# Вооружённые силы Сингапура
Вооружённые силы Сингапура (англ. Singapore Armed Forces, малайск. Angkatan Bersenjata Singapura, кит. 新加坡武装部队, там. சிங்கப்பூர் ஆயுதப்படை) состоят из ВВС, ВМФ и сухопутных войск.

## История

### 1826—1965

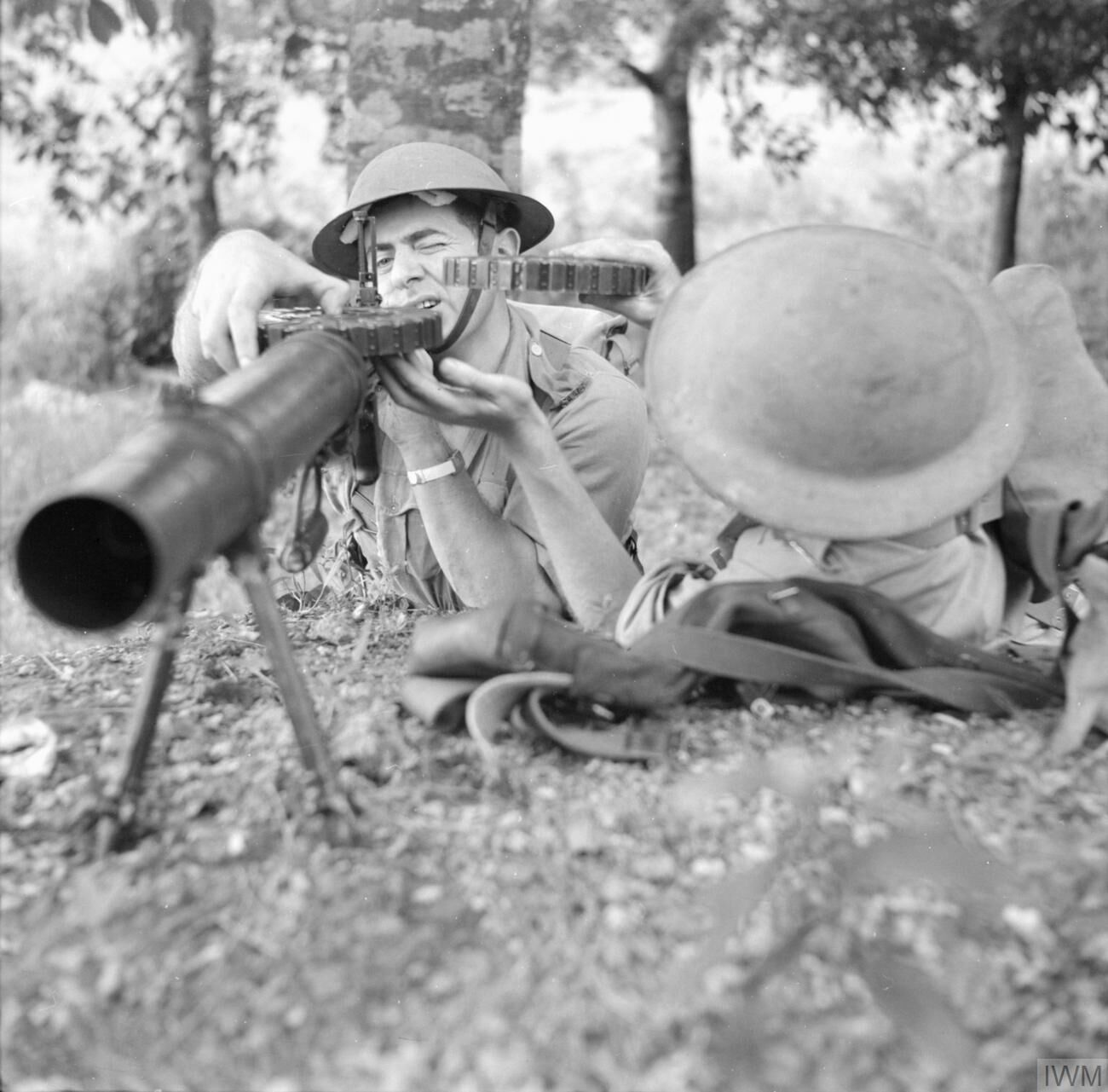
Расчёт пулемёта «льюис» Сингапурского корпуса добровольцев (ноябрь 1941 года)

В 1819 году Британская Ост-Индская компания купила остров Сингапур и основала на нём город Сингапур, который должен был стать опорным пунктом компании в Малаккском проливе. По англо-голландскому договору 1824 года Малайя и Сингапур вошли в британскую сферу влияния, а в 1826 году Сингапур, Пинанг и Малакка были объединены в колонию Стрейтс-Сеттльментс.
Еще в 1854 году был образован Сингапурский корпус добровольцев (Singapore Volunteer Corps), который в 1888 году был переформирован и на его основе создана Сингапурская добровольческая артиллерия (Singapore Volunteer Artillery), девизом которой стало In Oriente Primus («Первый на Востоке»); девиз до сих пор используется в сингапурской артиллерии.
В 1915 году здесь произошло восстание военнослужащих англо-индийской армии, напуганных слухами о отправке их на один из фронтов первой мировой войны.
После подписания в феврале 1922 года Вашингтонского морского соглашения (ограничившего количество крупных военных кораблей Британской империи) стратегическое значение Сингапура увеличилось. В 1923—1941 гг. здесь вели работы по строительству крупной военно-морской базы, аэродромов и обеспечивающей инфраструктуры.
После начала второй мировой войны началось увеличение численности войск Британской империи (в том числе, в Сингапуре). В феврале 1942 года Сингапур был оккупирован японскими войсками и в 1942—1944 годах здесь проводилась работа по созданию из военнопленных и местных индусов подразделений прояпонской «индийской национальной армии», но в сентябре 1945 года здесь была восстановлена английская колониальная администрация. 1 апреля 1946 года Сингапур получил статус отдельной коронной колонии Великобритании.
В 1957 году было подписано соглашение, в соответствии с которым Великобритания сохраняла контроль над вооружёнными силами и внешней политикой Сингапура после предоставления Сингапуру в 1959 году статуса «самоуправляющегося государства» в составе Британского Содружества.
С 1961 года сингапурская армия носит официальное название «Сингапурские вооруженные силы». На момент создания армия состояла из двух пехотных полков, которыми командовали британские офицеры.

### С 1965 года
9 августа 1965 года Сингапур вышел из состава Федерации Малайзия и стал независимым государством в составе возглавляемого Великобританией Содружества наций. В мае 1966 года в Лондоне проходили переговоры относительно возможности пересмотра статуса английских военных баз на территории Сингапура. С 1967 года началось интенсивное развитие вооружённых сил Сингапура с участием иностранных военных советников и специалистов (из Великобритании, Австралии и Израиля).
В 1960-е и начале 1970-х годов созданную сингапурскую армию тренировали израильские инструкторы, закупалось израильское оружие.
Военно-воздушные силы Сингапура были сформированы в 1968 году.
В 1970 году Сингапур присоединился к Движению неприсоединения. Однако уже в апреле 1971 года был подписан договор о создании военно-политического блока АНЗЮК (в состав которого вошёл Сингапур) на территории Сингапура были размещены штаб АНЗЮК и контингенты войск Австралии, Великобритании и Новой Зеландии общей численностью около 7 тыс. человек.
В 1975 году вооружённые силы (армия, ВВС и военно-морские силы) имели численность 24 тыс. человек, комплектование личным составом осуществлялось по призыву (срок службы составлял от 24 до 36 месяцев).
После подписания в 1990 году соглашения с США, на территории Сингапура находится группировка вооружённых сил США.
Военные Сингапура принимают участие в миротворческих операциях ООН.
В 1991 году вооружённые силы Сингапура приняли ограниченное участие в войне в Персидском заливе, направив военно-медицинский персонал в британский военный госпиталь, развёрнутый на территории аэропорта «Matār al-Malik Chālid ad-Duwalī» (Operation Nightingale).
В 2003—2004 годах Сингапур принимал ограниченное в войне против Ирака.
В период с мая 2007 года до 22 июня 2013 года военный контингент Сингапура участвовал в войне в Афганистане.
В 2014 году общая численность регулярных вооружённых сил составляла 72,5 тыс. человек, комплектование личным составом осуществлялось по призыву.
- сухопутные войска насчитывали 50 тыс. человек, на вооружении находились 200 танков, более 270 БМП, 1280 бронетранспортёров, 350 бронемашин, 18 РСЗО, 350 артиллерийских орудий, около 640 миномётов, 60 пусковых установок ПТУР, 290 безоткатных орудий, 30 зенитных артиллерийских установок, около 80 ПЗРК[2]
- военно-воздушные силы насчитывали 13,5 тыс. человек, свыше 130 боевых самолётов, 9 транспортных и 24 учебных самолёта, до 80 боевых и вспомогательных вертолётов, несколько БПЛА[2]
- военно-морские силы насчитывали 9 тыс. человек, 4 подводные лодки, 6 фрегатов, 11 патрульных кораблей, 4 минно-тральных и 4 танкодесантных корабля, 36 больших и до 100 малых десантных катеров и 2 вспомогательных судна (не считая катеров береговой охраны)[2].
- общая численность иных военизированных формирований составляла 19,9 тыс. человек: части гражданской обороны — 6,1 тыс. человек и формирования МВД — 13,8 тыс. человек[2].

## Современное состояние

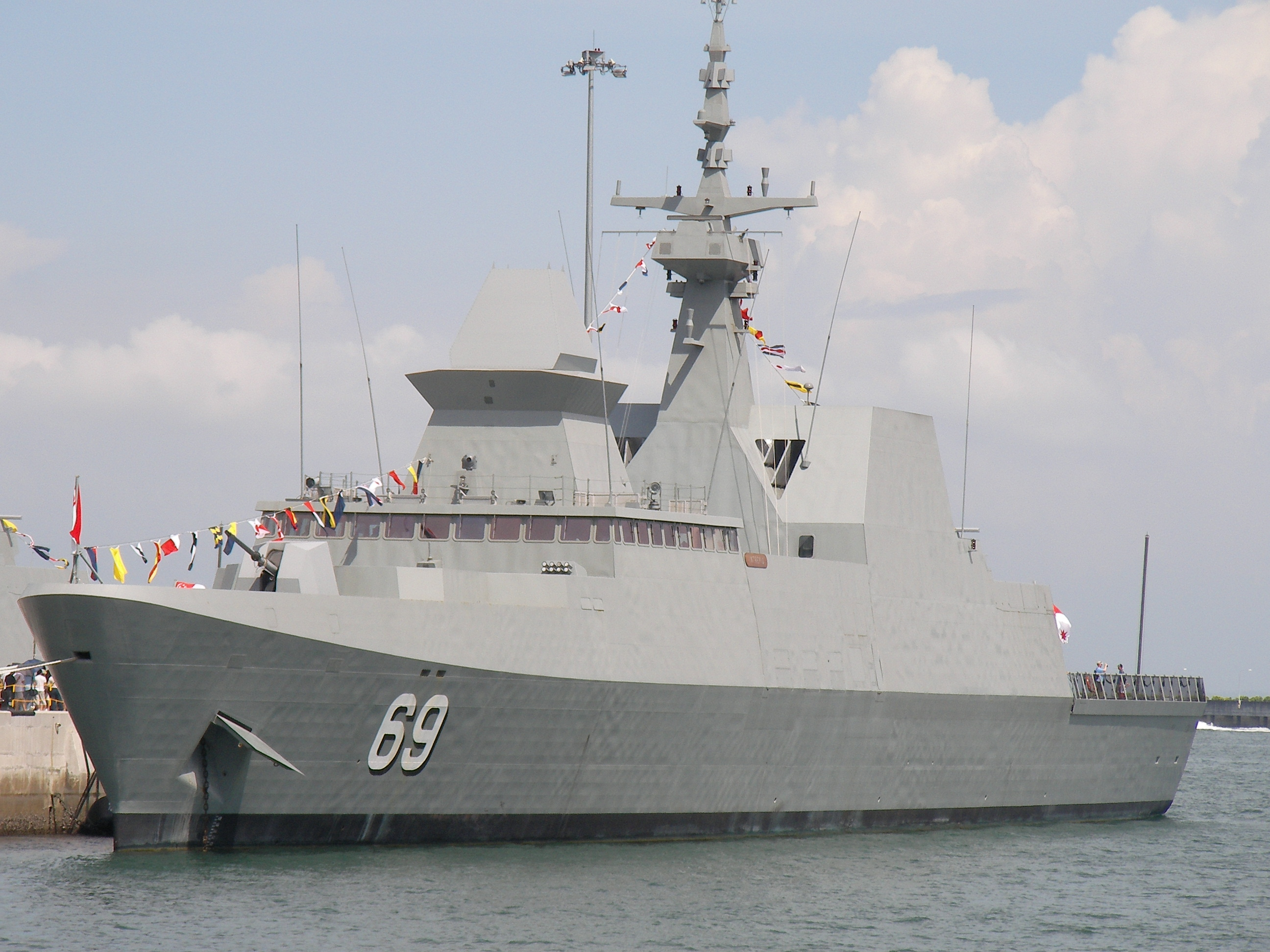
фрегат RSS «Intrepid» типа «Formidable» военно-морских сил Сингапура

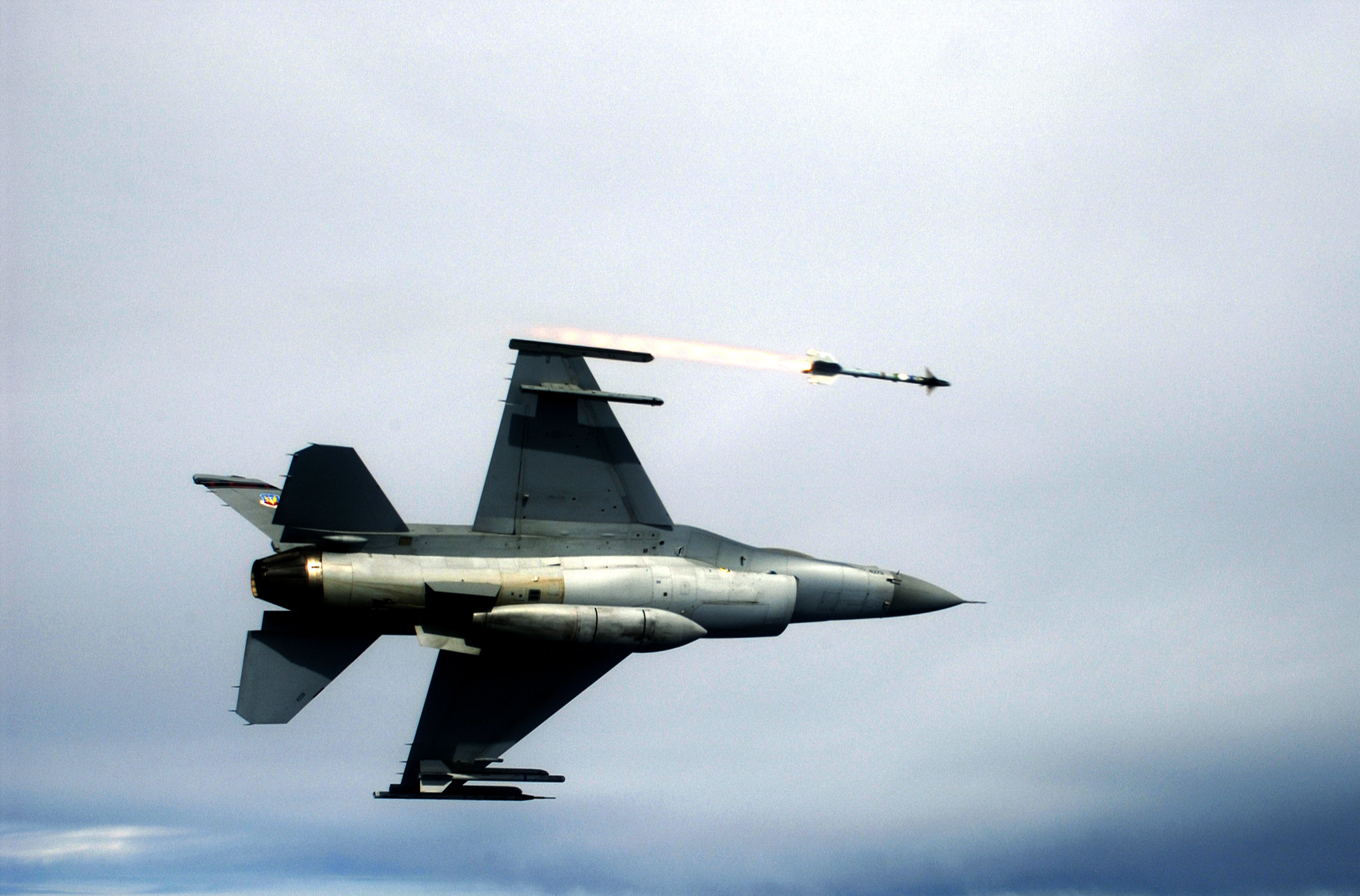
F-16C военно-воздушных сил Сингапура стреляет ракетой AIM-9 Sidewinder

Вооружённые силы Сингапура возглавляются главнокомандующим в звании генерал-лейтенанта, которому подчиняются главы армии, флота и авиации, которые носят звание генерал-майора. Начальник штаба армии подчиняется главнокомандующему и постоянному заместителю министра обороны.
По состоянию на начало 2022 года общая численность регулярных вооружённых сил составляла 51 тыс. человек, комплектование личным составом осуществлялось по призыву (срок службы — 24 месяца).
- сухопутные войска насчитывали 41 тыс. человек (три смешанные дивизии, одна дивизия быстрого реагирования, четыре бронетанковые бригады, 9 пехотных бригад, одна аэромобильная бригада и одна амфибийная бригада), 96 танков Леопард-2SG; 372 лёгких танка (350 AMX-13SM1 и 22 AMX-10), свыше 622 боевых машин пехоты (500 «Бионикс», 22 AMX-10P, 50 «Hunter-AFV» и свыше 50 модернизированных М113А1/А2 Ultra IFV — с 25-мм орудием М242 или 40-мм автоматическим гранатомётом); более 1655 бронетранспортёров (более 700 М113А1/А2, более 400 «Bronco ATTC», 250 LAV-150, 135 «Terrex», 30 V-100 «Коммандо», 74 «Belrex», 15 «MaxxPro», 51 «Peacekeeper»); 94 инженерные машины разграждения (54 FV-180, 18 C.E.T., 14 «Кодиак» и 8 M728); БРЭМ «Бионикс» и «Буффало», LAV-150 и LAV-300; 18 шт. 227-мм РСЗО M142 HIMARS; 798 орудий полевой артиллерии (в том числе 54 шт. 155-мм самоходных гаубиц «Примус» и 88 шт. 155-мм буксируемых гаубиц), более 90 безоткатных орудий (90 шт. 106-мм М40А1 и 84-мм «Карл Густав»), а также более 638 миномётов[7].
- военно-воздушные силы насчитывали 6 тыс. человек, 100 тактических истребителей (40 F-15SG, 20 F-16С, 40 F-16D); пять базовых патрульных самолёта F-50; четыре самолёта ДРЛОиУ G550AEW; 11 самолётов-заправщиков; 9 транспортных самолётов (пять С-130Н и четыре F-50); 31 учебный самолёт (12 M-346 и 19 PC-21); 19 боевых вертолётов AH-64D, 8 противолодочных вертолётов S-70B, 51 транспортный вертолёт (шесть CH-47D, десять CH47SD «Супер Чинук», 18 AS-332M, 12 AS-532UL, 5 H120 «Колибри»), более 17 БПЛА (более 8 «Херон» и более 9 «Hermes-450»), более 4 ЗРК, а также 78 зенитных артиллерийских установок (34 20-мм GAI-C01 и 34 35-мм GDF) и ПЗРК[7].
- военно-морские силы насчитывали 4 тыс. человек, четыре подводные лодки (две класса «Арчер» и две класса «Челленджер»), шесть фрегатов, 8 корветов, 8 сторожевых кораблей, 8 патрульных катеров, 4 малых тральщика, 4 десантных транспорта, 23 десантных катера на воздушной подушке, спасательное судно и учебное судно[7].

Общая численность иных военизированных формирований составляла 7,4 тыс. человек: силы гражданской обороны — 6,1 тыс. человек и подразделения гуркхов в составе полиции — свыше 1 тыс. человек.

## Профессиональные праздники
- День сингапурской армии отмечается 1 июля.

## Воинские звания
| Солдаты         |        |         |                        |          |                       |
| Знаки различия  | нет    | нет     |                        |          |                       |
| Воинские звания | Рекрут | Рядовой | Рядовой (Первый класс) | Ефрейтор | Капрал первого класса |

| Сержанты        |                |                |                |                 |          |
| Знаки различия  |                |                |                |                 |          |
| Воинские звания | Третий сержант | Второй сержант | Первый сержант | Старший сержант | Старшина |

| Прапорщики      |                  |                  |                  |                  |                   |                   |
| Знаки различия  |                  |                  |                  |                  |                   |                   |
| Воинские звания | Третий прапорщик | Второй прапорщик | Первый прапорщик | Мастер прапорщик | Старший прапорщик | Главный прапорщик |

| Офицеры         |                  |           |         |       |              |                      |           |                                                 |                                            |                                  |
| Знаки различия  |                  |           |         |       |              |                      |           |                                                 |                                            |                                  |
| Воинские звания | Второй лейтенант | Лейтенант | Капитан | Майор | Подполковник | Старший подполковник | Полковник | Бригадный генерал / контр-адмирал (одна звезда) | Генерал-майор / контр-адмирал (две звезды) | Генерал-лейтенант / вице-адмирал |

| Военные эксперты    |                         |                         |                         |                         |                         |                         |                         |                         |                         |
| Знаки различия      |                         |                         |                         |                         |                         |                         |                         |                         |                         |
| Воинские звания     | ВЕ1 (Военный эксперт 1) | ВЕ2 (Военный эксперт 2) | ВЕ3 (Военный эксперт 3) | ВЕ4 (Военный эксперт 4) | ВЕ5 (Военный эксперт 5) | ВЕ6 (Военный эксперт 6) | ВЕ7 (Военный эксперт 7) | ВЕ8 (Военный эксперт 8) | ВЕ9 (Военный эксперт 9) |
| приравненный звания | Второй сержант          | Старшина                | Первый прапорщик        | Капитан                 | Майор                   | Подполковник            | Полковник               | Бригадный генерал       | Генерал-майор           |

| Добровольческий корпус вооруженных сил Сингапура |                        |                 |                 |                 |                 |
| Знаки различия                                   |                        |                 |                 |                 |                 |
| Звание                                           | Волонтер дквс (стажер) | Волонтер дквс 1 | Волонтер дквс 2 | Волонтер дквс 3 | Волонтер дквс 4 |